# Pseudoeurycea mixteca
Pseudoeurycea mixteca és una espècie d'amfibi urodel (salamandres) de la família Plethodontidae. És endèmica de Mèxic.
El seu hàbitat natural són els boscos tropicals o subtropicals secs.